# Koepelgewelf

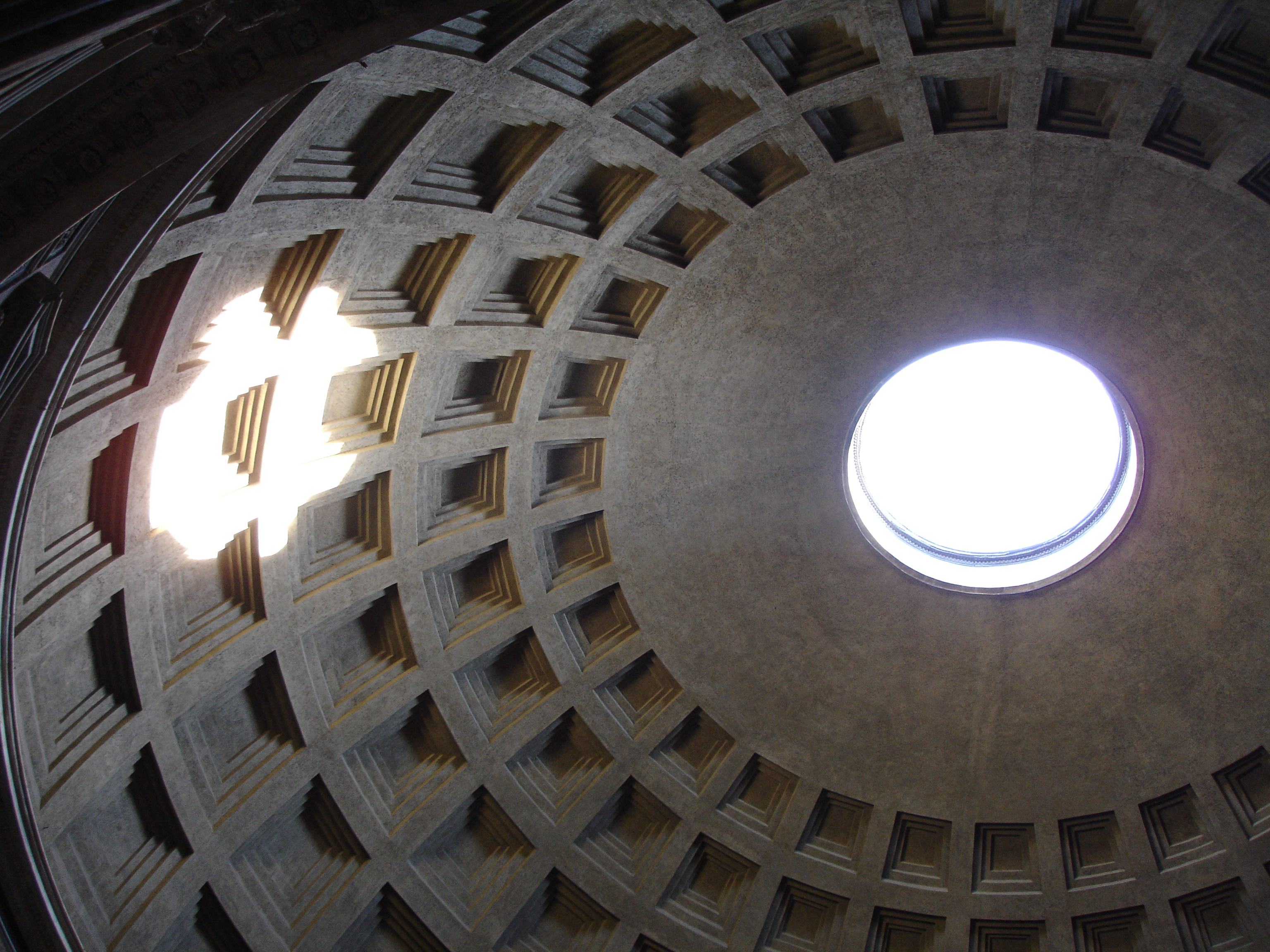
Pantheon met zijn koepelgewelf

Het koepelgewelf vindt zijn oorsprong bij de Romeinen. Het stelde hen in staat grote ruimten te overbruggen, zoals in het Pantheon. Het gaat om een dakconstructie in de vorm van een koepel of halve bol.
De bolle vorm is in staat grote krachten op te nemen, waardoor zonder gebruikmaking van balken, een redelijk grote ruimte kan worden overdekt.
Door het aan elkaar schakelen van koepels kunnen grote ruimten met vele zuilen worden overdekt.